# Campus adventiste du Salève

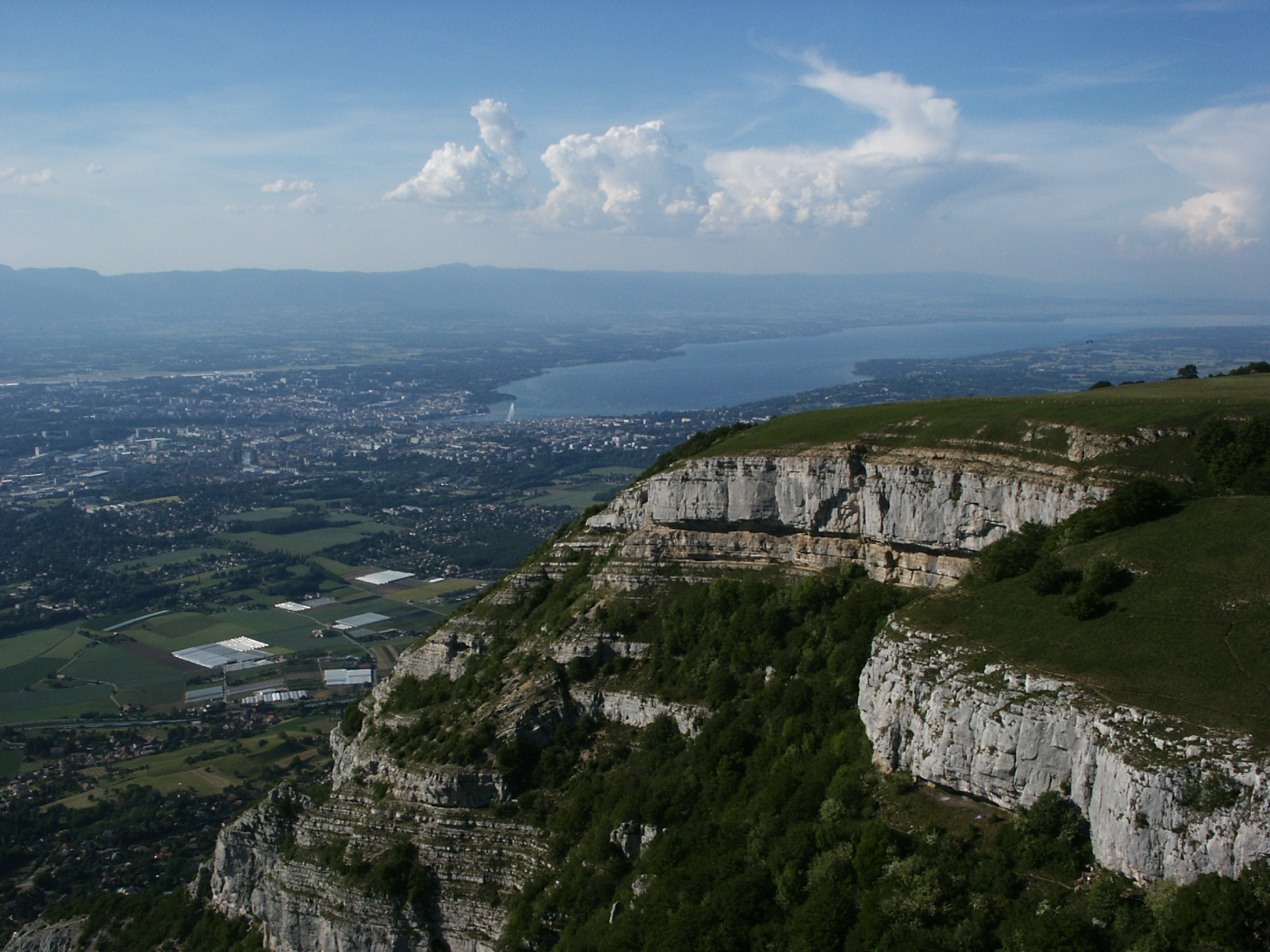
Du Salève, une vue sur Genève et le lac Léman

L’Ensemble Scolaire Maurice-Tièche, ou campus adventiste du Salève, est un établissement privé d'enseignement supérieur de l'Église adventiste du septième jour,  situé à Collonges-sous-Salève, une commune française de la Haute-Savoie. Il se trouve sur un flanc au pied du Salève, sur le versant qui fait face à Genève, distante de sept kilomètres.

## Campus

### Histoire
Le premier séminaire adventiste en Europe s'établit en 1893 à Neuchâtel puis passera par Yverdon, Paris, Nîmes avant de s'installer pour 17 ans, en 1904, à Gland en Suisse. Il fut transféré à Collonges-sous-Salève en 1921 et prit le nom du Séminaire adventiste du Salève. Son implantation est marquée par la création du bâtiment Le Central construit en 1927,. Étant le premier séminaire adventiste européen, il contribua à former des centaines de pasteurs en Europe et à envoyer des missionnaires à travers le monde. À partir de 1955, l'institution offrit quatre ans de formation.
Si, au départ, l'enseignement pastoral était l'activité principale, le "Séminaire" a évolué au fil du temps. Il a changé plusieurs fois de nom et cela en fonction de ces évolutions. En particulier l'enseignement du français, autrefois lié à la formation pastorale des étrangers non francophones, s'est séparé du corps principal théologique depuis 1964, pour évoluer vers une organisation et un cursus complètement différent et indépendant de la formation pastorale, avec une direction et un corps enseignant distinct et spécialisé. Le Campus Adventiste du Salève (nom actuel) reste l'organisme coordinateur avec à sa tête un directeur général et un service de comptabilité commun aux deux entités d'enseignement supérieure.

### Organisation
La « Faculté Adventiste de Théologie » est la principale faculté du campus. Elle a des accords de partenariat avec la faculté de théologie protestante de Strasbourg. Elle dispose sur place d'une église pour les services religieux, les symposiums et la pratique homilétique des séminaristes. Elle décerne une licence et un master en théologie adventiste. 
L'Institut de Français Langue Etrangère (IFLE) est le second département universitaire d'enseignement du Campus Adventiste du Salève, distinct de la Faculté de Théologie. Depuis 2007 l'IFLE (et non le Campus Adventiste) a reçu la labellisation de l'État français pour l'enseignement du français langue étrangère (FLE). L'IFLE est également membre d'un consortium européen d'écoles de langue. Grâce à l'existence de l'IFLE, le Campus Adventiste du Salève est membre d'un consortium d'universités Adventist College Abroad ou ACA. ACA permet à des étudiants qui le désirent, d'apprendre une ou des langues étrangères dans une ou des universités indigènes. C'est ce que fait « l'Institut de Français Langue Etrangère » en enseignant le français et la culture française. L'IFLE prépare aux DELF-DALF qui sont des examens de français délivrés par l'État. L'IFLE est aussi centre d'examen du TCF (Test de connaissance du Français), géré et contrôlé par la Chambre de Commerce et d'Industrie de Paris, et dont la valeur est reconnue dans le monde entier. 
Le campus offre également une formation à l'entraide avec un regard chrétien. Il s'agit de l'Institut des Sciences Humaines (ISH) en partenariat avec Empreintes formation.

### Centres de recherche
Avec la bibliothèque Alfred Vaucher, le campus du Salève dispose de plusieurs centres de recherche :
- Archives historiques de l’adventisme en Europe
- Centre José-Figols -- Centre européen de recherche en théologie pratique
- Centre de recherche Ellen White, affilié au Ellen G. White Estate
- Centre International pour la Liberté Religieuse et les Affaires Publiques

### Écoles
Le campus du Salève possède aussi deux écoles pour les plus jeunes :
- L'école maternelle et élémentaire Maurice Tièche
- Le Collège et Lycée Maurice Tièche

## Source
- Annuaire 2006-2007 des centres universitaires adventistes, Adventist Accrediting Association.